# Hermann Joseph Muller
Hermann Joseph Muller (Nova York, EUA 1890 - Indianapolis 1967) fou un biòleg i genetista estatunidenc guardonat amb el Premi Nobel de Medicina o Fisiologia l'any 1946.

## Biografia
Va néixer el 21 de desembre de 1890 a la ciutat nord-americana de Nova York. Va estudiar medicina a la Universitat de Colúmbia, on es llicencià el 1910. Va impartir classes a la Universitat de Texas des de 1920 fins al 1933, on va ser nomenat catedràtic de zoologia l'any 1925. Entre 1933 i 1937 va treballar com a genetista a l'Institut de Genètica de Moscou i durant els tres anys següents com investigador associat a l'Institut de Genètica Animal de la Universitat d'Edimburg. Des de 1945 fins al 1964 fou catedràtic de zoologia de la Universitat d'Indiana.
Morí el 5 d'abril de 1967 a la seva residència d'Indianapolis, ciutat situada a l'estat nord-americà d'Indiana.

## Recerca científica
Col·laborador de Thomas Hunt Morgan, es va dedicar inicialment a l'estudi dels fenòmens de combinacions i recombinacions genètiques. Després de desenvolupar diversos mètodes per a obtenir una valoració quantitativa de les mutacions a la Drosophila melanogaster o mosca del vinagre, va descobrir l'any 1927 l'acció mutàgena dels raigs X sobre les cèl·lules. Per aquest treball fou guardonat amb el Premi Nobel de Medicina o Fisiologia l'any 1946.
Membre del Projecte Manhattan per l'elaboració de la bomba atòmica, tot i que Muller centrà el seu treball al voltant dels efectes mutacionals del radar, l'any 1955 fou un dels onze intel·lectuals que siganaren el Manifest Russell-Einstein contra l'ús de les armes nuclears.

## Reconeixements
En honor seu s'anomenà el cràter Muller sobre la superfície de Mart. La Societat Linneana de Londres el distingí amb la medalla Darwin-Wallace el 1958.